# Tuplice (gmina)
Tuplice (po II wojnie światowej przejściowo gmina Teplice, z niem. Teuplitz) – gmina wiejska w województwie lubuskim, w powiecie żarskim. W latach 1975–1998 gmina położona była w województwie zielonogórskim.
Siedziba gminy to Tuplice.
Według danych z 30 czerwca 2004 gminę zamieszkiwało 3308 osób. Natomiast według danych z 31 grudnia 2017 roku gminę zamieszkiwało 3117 osób.

## Ochrona przyrody
Na obszarze częściowo gminy znajduje się rezerwat przyrody Żurawno chroniący fragment leśnego ekosystemu nizinnego ze stanowiskami rzadkich gatunków roślin i zwierząt.

## Struktura powierzchni
Według danych z roku 2002 gmina Tuplice ma obszar 65,89 km², w tym:
- użytki rolne: 34%
- użytki leśne: 54%

Gmina stanowi 4,73% powierzchni powiatu.

## Demografia
Według stanu z 28 czerwca 1946 gmina liczyła 1121 mieszkańców.

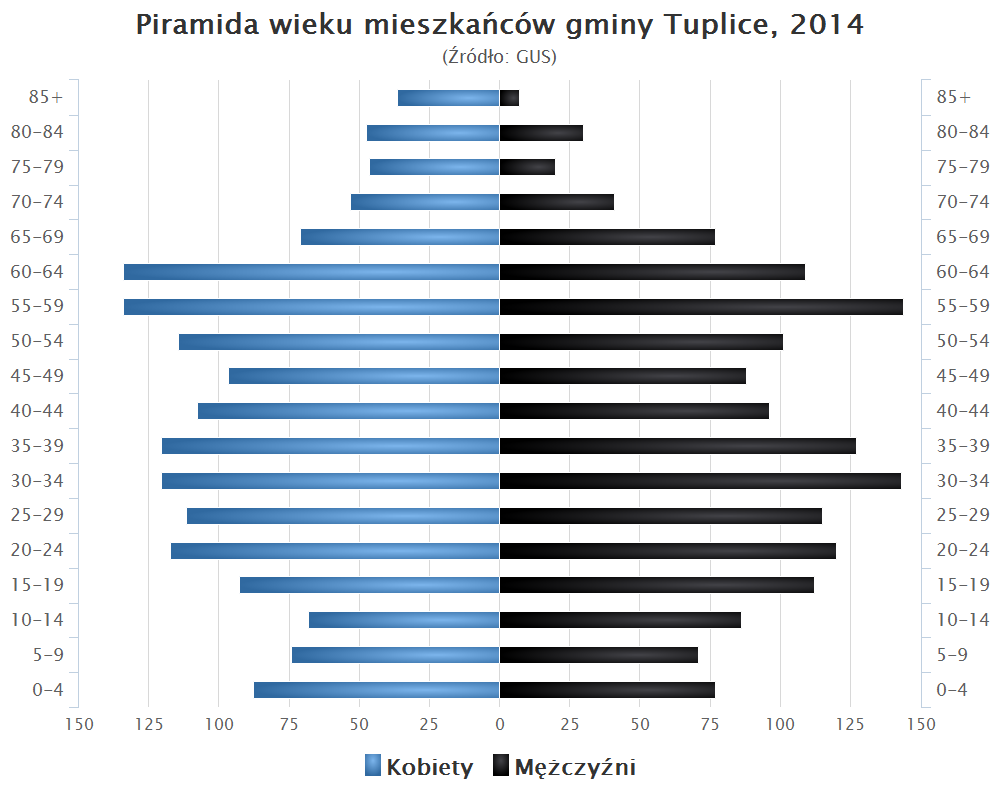
Piramida wieku mieszkańców gminy Tuplice w 2014 roku

Dane z 31 grudnia 2017 roku:
| Opis                              | Ogółem | Ogółem | Kobiety | Kobiety | Mężczyźni | Mężczyźni |
| --------------------------------- | ------ | ------ | ------- | ------- | --------- | --------- |
| jednostka                         | osób   | %      | osób    | %       | osób      | %         |
| populacja                         | 3 117  | 100    | 1 599   | 51,3    | 1 518     | 48,7      |
| gęstość zaludnienia (mieszk./km²) | 48     | 48     | 25      | 25      | 23        | 23        |

## Sołectwa
Chełmica, Chlebice, Cielmów, Czerna, Drzeniów, Grabów, Gręzawa, Jagłowice, Łazy, Matuszowice, Nowa Rola, Świbinki, Tuplice.
Miejscowość bez statusu sołectwa: Grabówek.

## Sąsiednie gminy
Brody, Jasień, Lipinki Łużyckie, Lubsko, Trzebiel